# Diomedes

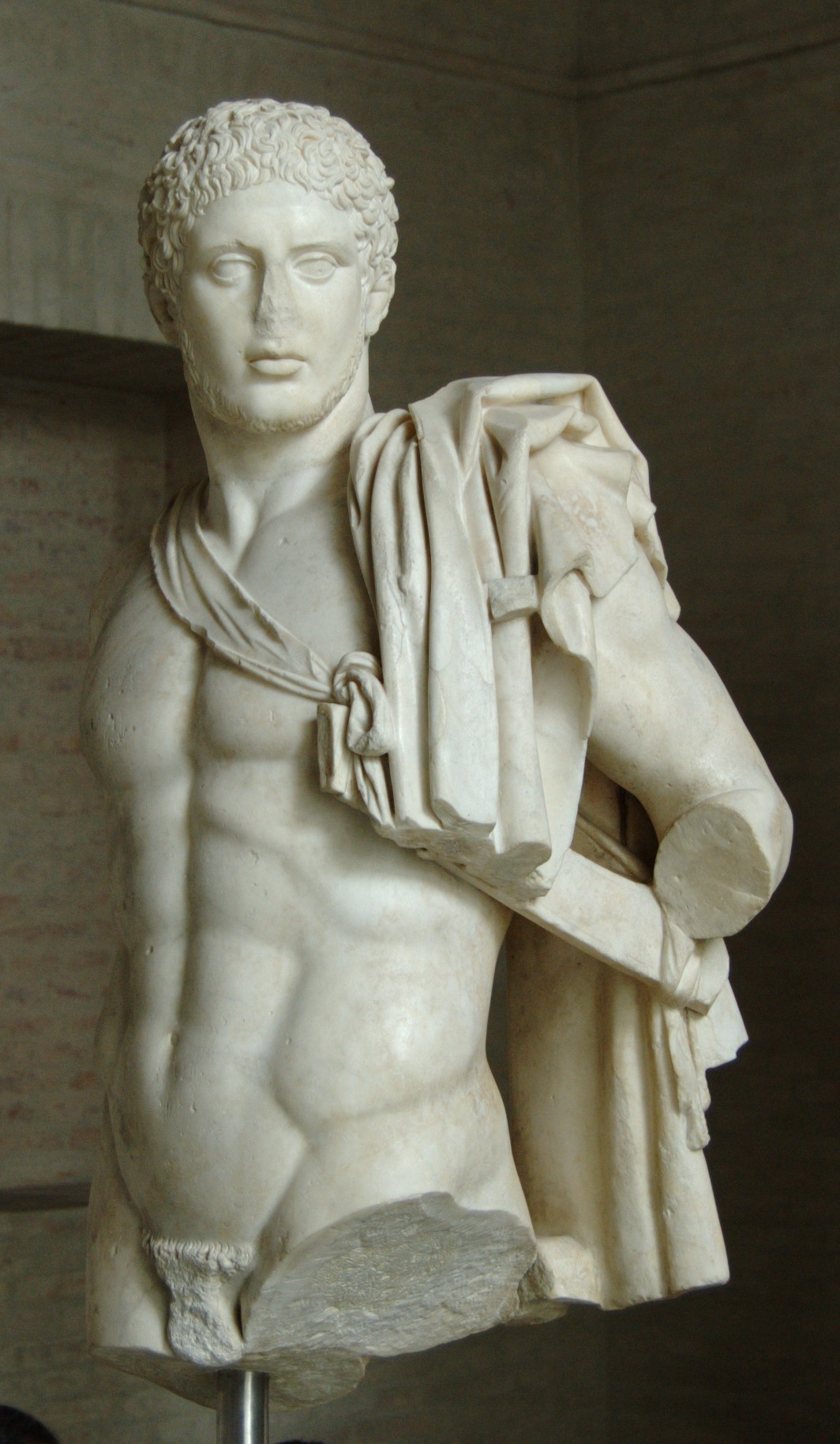
Staty av Diomedes. Romersk kopia efter ett grekiskt original tillskrivet Kresilas, cirka 440-430 f.Kr. Glyptoteket i München.

Diomedes var i grekisk mytologi kung av Argos och son till kung Tydeus. 
Han deltog först i epigonernas fälttåg mot Thebe och sedermera i det trojanska kriget, bland vars främsta hjältar han var. I striderna vågade han angripa och såra de båda gudarna Afrodite och Ares med hjälp av Pallas Athena. I sällskap med Odysseus på vägen hem utförde han flera bragder,
Då han vid återkomsten till Argos upptäckte att hans hustru varit otrogen när han var borta seglade han till Daunien i Apulien där han gifte sig med en dotter till kung Daunos. 